# Forza Horizon 5
Forza Horizon 5 è un videogioco open world di guida, sviluppato da Playground Games e pubblicato il 9 novembre 2021 da Xbox Game Studios in esclusiva per Xbox One, Xbox Series X/S e Windows da Playground Games utilizzando il motore grafico ForzaTech dei Turn 10 Studios.
Annunciato all'E3 2021 durante la conferenza Xbox + Bethesda, rappresenta il quindicesimo capitolo nella serie Forza e il quinto della serie spin-off Horizon. Il videogioco è ambientato in Messico e introduce varie novità, tra cui una componente online migliorata rispetto al capitolo precedente e nuovi effetti meteorologici.
Il 30 gennaio 2025 è stata annunciata una versione per PlayStation 5, pubblicata il 29 aprile 2025.

## Modalità di gioco
Il gioco si presenta nella stessa formula dei predecessori: sarà possibile guidare svariati modelli di vetture in una mappa contenente 11 diversi biomi (1,5 volte più grande di quella di Forza Horizon 4). Le stagioni saranno nuovamente presenti ma le condizioni meteo non saranno uniformi in tutta la mappa, bensì differenziate o limitate in base alle aree (ad esempio, nella stagione invernale vi sarà la neve solo sulle montagne più alte) e durante l'estate saranno presenti anche le tempeste di sabbia. Le vetture potranno contare su nuove personalizzazioni estetiche e di performance e inoltre per la prima volta nella serie sarà possibile alzare/abbassare la capote delle auto cabrio. A grande richiesta dei fan, inoltre, saran presenti più strade di montagna rispetto ai precedenti capitoli e l'autostrada più lunga mai apparsa in un gioco della serie.
Un nuovo sistema di intelligenza artificiale, chiamato Forza LINK, è in grado di analizzare lo storico dei comportamenti del giocatore e di consigliargli azioni, sfide e carovane multiplayer in base ai suoi gusti. Il comparto online è stato arricchito da una nuova modalità perpetua, Horizon Arcade, che prevede lo svolgimento di circa 150 minigiochi online da completare con le persone nella stessa zona della mappa (simile al precedente #ForzaThon Live in Forza Horizon 4).
La modalità Super7, introdotta in Forza Horizon 4, è ora stata potenziata e rinominata EventLabs e permette ai giocatori di modificare molti più elementi strutturali e di gioco.

### Versioni
Il gioco è disponibile dal day one con Xbox Game Pass, tuttavia è anche disponibile all'acquisto in tre edizioni:
- Standard, contenente il solo gioco;
- Deluxe, contenente il gioco, il VIP pack e il Welcome pack, uno speciale pacchetto aggiuntivo contenente 5 auto opportunamente potenziate per le varie tipologie di sfide presenti nel gioco;
- Premium, comprende, oltre ai contenuti della Deluxe Edition, il Car Pass contente otto vetture Formula Drift disponibili fin dal lancio e 34 auto rese disponibili durante i primi sei mesi dopo l'uscita del gioco, l'accesso in anteprima dal 5 novembre 2021 e due pacchetti segnaposto per future espansioni aggiuntive.

## Contenuti aggiuntivi
Al lancio, il totale delle vetture presenti in-game è di 534 vetture. Con i DLC e contenuti gratuiti, a giugno 2022 nel gioco sono presenti 617 auto.

### Formula Drift Car Pack
Il Formula Drift Car Pack, incluso come parte del Car Pass, introduce sei nuove vetture del campionato Formula Drift e due del costruttore Forsberg Racing.

### VIP Membership
Il VIP Membership include tre vetture Forza Edition esclusive, oggetti estetici, emote e clacson VIP, una casa del giocatore gratuita, il doppio delle ricompense di gara in crediti, giri della ruota della fortuna settimanali e altri premi esclusivi.

### Pacchetto di benvenuto
Il Pacchetto di benvenuto contiene cinque vetture (già presenti nel gioco) potenziate ad hoc dagli sviluppatori per ogni tipo di evento, un voucher per l'acquisto gratuito di un'automobile dall'Autoshow e 3 oggetti di vestiario esclusivi.

### Expansion Bundle
L'Expansion Bundle include le espansioni Hot Wheels e Rally Adventure.

### Limited Edition Controller Bundle
Il pack, esclusivo in download per gli acquirenti del controller speciale realizzato con le grafiche di Forza Horizon 5, comprende la Ford De Luxe Five-Window Coupe Forza Edition del 1932, una nuova maglietta e un balletto della vittoria esclusivi.

### OPI x Xbox Partnership Ford GT
In seguito a una partnership stretta tra il produttore di cosmetici OPI e il marchio Xbox relativa alla produzione di smalti a tema Halo Infinite o Forza Horizon 5, gli acquirenti di almeno uno di questi prodotti hanno ricevuto una 2017 Ford GT OPI Edition

### Car Pass
Il Car Pass include le prime 42 vetture uscite tramite DLC nei primi 6 mesi di vita del gioco di cui 34 singole (una a settimana) e 8 comprese nel Formula Drift Car Pack.

#### Serie 0
Formula Drift Car Pack:
- 1975 Forsberg Racing Nissan "Gold Leader" Datsun 280Z
- 1995 Formula Drift #34 Toyota Supra MkIV
- 2009 Formula Drift #99 Mazda RX-8
- 2010 Forsberg Racing Toyota Gumout 2JZ Camry Stock Car
- 2017 Formula Drift #357 Chevrolet Corvette Z06
- 2019 Formula Drift #411 Toyota Corolla Hatchback
- 2020 Formula Drift #91 BMW M2
- 2020 Formula Drift #151 Toyota GR Supra

#### Serie 1
- 1967 Renault 8 Gordini
- 1970 Mercury Cyclone Spoiler
- 2019 Subaru STI S209

#### Serie 2
- 1973 Lamborghini Espada 400 GT
- 2017 Ferrari J50
- 2019 Ferrari Monza SP2
- 2020 Lamborghini Huracàn EVO

#### Serie 3
- 1966 Jaguar XJ13
- 1993 Jaguar XJ220S TWR
- 2018 Audi TT RS
- 2018 Ferrari FXX-K Evo

#### Serie 4
- 1992 Mazda 323 GT-R
- 2005 MG XPower SV-R
- 2010 Porsche 911 Sport Classic
- 2019 Volkswagen Golf R

#### Serie 5
- 1986 Ford Mustang SVO
- 2006 Noble M400
- 2017 Ferrari #25 Corse Clienti 488 Challenge
- 2020 Toyota Tundra TRD Pro

#### Serie 6
- 1966 Oldsmobile Toronado
- 2019 Porsche 911 Speedster
- 2021 McLaren 620R
- 2021 MINI John Cooper Works GP

#### Serie 7
- 2003 Ford F-150 SVT Lightning
- 2008 Dodge Magnum SRT-8
- 2014 Forsberg Racing Nissan "SafariZ" 370Z Safari Rally Tribute
- 2019 Toyota Tacoma TRD Pro

#### Serie 8
- 1982 Volkswagen Pickup LX
- 2018 Audi RS 5 Coupé
- 2020 Audi RS 3 Sedan
- 2020 BMW M8 Competition Coupe

#### Serie 9
- 2019 Nissan 370Z Nismo
- 2020 Lexus RC F Track Edition
- 2021 Aston Martin DBX

## Supporto e aggiornamenti
Il gioco viene supportato mediante aggiornamenti mensili volti a correggere errori, aggiungere nuove auto gratuite e far ruotare le stagioni.
Serie 0 "Settimana di Benvenuto"
L'aggiornamento introduce la rotazione delle stagioni, le prime otto auto dal Car Pass tramite il Formula Drift Car Pack e alcuni fix alla stabilità del prodotto
Serie 1 "Benvenuti in Messico"
L'aggiornamento migliora la componente online, sistema alcuni exlpoit e aggiunge sette nuove vetture, tre dal Car Pass e altre quattro tramite la playlist festival:
- 1982 DeLorean DMC-12
- 1984 Honda Civic CRX Mugen
- 2018 ItalDesign Zerouno
- 2019 RAESR Tachyon Speed

Serie 2 "Speciale Vacanze"
L'aggiornamento corregge molti problemi al comparto multiplayer e al sistema delle medaglie, oltre a un errore che costringeva il giocatore a restare bloccato sulla schermata di salvataggio dopo aver acquistato un'auto, introduce per la prima volta delle modifiche al mondo di gioco (con addobbi natalizi) e aggiunge altre quattro auto dal Car Pass e ben 8 vetture gratuite:
- 1939 Maserati 8CTF
- 1962 Peel P50 (ottenibile solo tramite un evento comunitario)
- 1965 Peel Trident
- 2002 Ferrari 575M Maranello
- 2010 Ferrari 599 GTO
- 2012 Lamborghini Aventador J
- 2012 Lamborghini Gallardo LP570-4 Spyder Performante
- 2019 Lamborghini Aventador SVJ

Serie 3 "Buon Anno Nuovo!"
L'aggiornamento modifica nuovamente il mondo di gioco aggiungendo le lanterne per celebrare i festeggiamenti per il nuovo anno che incomincia, aggiunge quattro nuove auto dal Car Pass e altre otto auto gratuite:
- 1971 Ford Mustang Mach 1
- 1990 Vauxhall Lotus Carlton
- 2003 Toyota Celica SS-I
- 2007 Toyota Hilux Arctic Trucks AT38
- 2013 Donkervoort D8 GTO
- 2015 Jaguar XKR-S GT
- 2016 Toyota Land Cruiser Arctic Trucks AT37
- Zenvo ST1

Serie 4 "Campionato del Mondo Horizon"
L'aggiornamento introduce un nuovo evento comunitario in cui i giocatori dovranno completare attività con un'auto del proprio paese per portare quest'ultimo alla vittoria, migliora ulteriormente il comparto multiplayer ed EventLab, aggiunge quattro nuove auto tramite il Car Pass e altre quattro gratuitamente:
- 2012 Porsche 911 GT3 RS 4.0
- 2013 Wuling Sunshine S
- 2015 MG MG3
- 2016 NIO EP9

Serie 5 "Sopravvento di Horizon Rush"
L'aggiornamento, improntato sulle acrobazie, introduce molti nuovi PR Stunts, alcuni solo temporanei, aggiunge un enorme stunt park al posto dello stadio, sistema un problema per cui alcune sfide nelle playlist precedenti non si segnavano come completate, migliora il comparto multiplayer e aggiunge quattro nuove auto tramite Car Pass e cinque nuove auto gratuitamente:
- 1965 MINI Cooper S Forza Edition
- 2010 Noble M600
- 2018 KTM X-Bow GT4
- 2019 Toyota 4Runner TRD Pro
- 2020 Nissan GT-R Nismo (R35)

Serie 6 "Progetti Horizon"
L'aggiornamento introduce moltissimi nuovi oggetti e modifiche al sistema EventLab, una nuova storia Horizon Drift Club: Mexico, aggiunge il supporto ad ASL e BSL e otto nuove auto, quattro con Car Pass e quattro gratuitamente:
- 2012 Ascari KZ1R
- 2014 McLaren 650S Spiderà
- 2018 ATS GT
- 2021 McLaren 765LT Coupe

Serie 7 "Cinco de Mayo"
L'aggiornamento modifica nuovamente il mondo di gioco con delle decorazioni a tema festa per il Cinco de Mayo, aggiunge nuovi campionati Horizon Tour, quattro nuove auto tramite Car Pass e cinque gratuitamente:
- 1962 Ferrari 250 GT Berlinetta Lusso
- 1992 Ferrari 512 TR
- 2014 Ferrari California T
- 2020 Ferrari F8 Tributo
- 2020 Ferrari SF90 Stradale

Serie 8 "Eccellenza Automobilistica Tedesca"
L'aggiornamento, focalizzato sulle auto tedesche, introduce quattro nuove auto tramite Car Pass e tre gratuitamente, tutte della medesima nazione:
- 2015 Mercedes-AMG GT S
- 2018 Audi RS 4 Avant
- 2021 Porsche 911 GT3

Serie 9 "Hot Wheels"
L'aggiornamento, uscito in concomitanza con l'annuncio della nuova espansione dedicata al mondo Hot Wheels, porta con sè le ultime tre auto del Car Pass, 5 auto del brand di giocattoli statunitense e due muscle car gratuitamente:
- 1949 Hot Wheels Ford F-5 Dually Custom Hot Rod
- 1957 Hot Wheels Nash Metropolitan Custom
- 1968 Plymouth Barracuda Formula-S
- 1970 Dodge Coronet Super Bee
- 2005 Hot Wheels Ford Mustang
- 2012 Hot Wheels Rip Rod
- 2018 Hot Wheels 2JetZ

Serie 10 "Extreme E"
Il nuovo aggiornamento è interamente dedicato alla competizione motoristica Extreme E poiché introduce nuovi campionati stagionali stile Extreme E, tutte e 10 le vetture dell'edizione 2022 e 4 nuove auto gratuitamente:
- 1964 Porsche 365 C Cabriolet Emory Special
- 1971 Porsche #23 917/20
- 1990 Porsche 911 reimagined by Singer - DLS
- 1995 Porsche 911 Carrera 2 by Gunther Werks
- 2022 Extreme E #5 Veloce Racing
- 2022 Extreme E #6 Rosberg X Racing
- 2022 Extreme E #22 JBXE
- 2022 Extreme E #23 Genesys Andretti United
- 2022 Extreme E #42 XITE Racing Team
- 2022 Extreme E #44 X44
- 2022 Extreme E #55 ACCIONA|Sainz XE Team
- 2022 Extreme E #58 McLaren Racing
- 2022 Extreme E #99 Chip Ganassi GMC Hummer EV
- 2022 Extreme E #125 ABT Cupra XE

Serie 11 "La storia motoristica di Rami"
Da questo aggiornamento in poi decade la numerazione delle serie, che includono solo il titolo, e vengono aggiunte linee di dialogo ogni stagione per le nuove sfide stagionali. Inoltre nell'aggiornamento sono incluse 7 auto gratuite:
- 1955 Mercedes-Benz 300 SLR
- 1955 Porsche 550 Spyder
- 1985 HDT VK Commodore Group A
- 1990 Subaru Legacy RS
- 2010 BMW M3 GTS
- 2020 Xpeng P7
- 2021 BMW M4 Competition Coupé

Serie 12 "Road Trip di Horizon"
Questo aggiornamento introduce 5 nuove auto gratuitamente:
- 1991 Bentley Turbo R
- 2018 Nissan Sentra Nismo
- 2021 Audi RS 7
- 2021 Audi RS e-tron GT
- 2021 Lynk & Co 03+

Serie 13 "10 Anniversario Horizon"
Questo aggiornamento introduce 4 nuove splash screen dedicate ai precedenti capitoli della serie, una nuova storia Horizon Origins che narra della serie stessa, 90+ elementi per EventsLab provenienti dai vecchi Horizon e 5 nuove auto gratuitamente:
- 2010 Aston Martin One-77
- 2010 Ferrari 599XX
- 2011 Koenigsegg Agera
- 2012 Eagle (UK) Speedster
- 2013 Dodge SRT Viper GTS Anniversary Edition

Serie 14 "Donut Media@Horizon"
Questo aggiornamento introduce una nuova storia in collaborazione con gli Youtuber di Donut Media, nuovi oggetti cosmetici relativi e 4 nuove auto gratuitamente:
- 1946 Ford escort Super Deluxe Station Wagon
- 1953 Morris Minor Series II Traveler
- 1965 Morris Mini-Traveler
- 2020 Lynk&Co #62 Cyan Racing 03

L'aggiornamento riporta in gioco anche 21 bodykit di Rocket Bunny presenti in Forza Horizon 4
Serie 15 "Horizon Santa part II"
Questo aggiornamento introduce la localizzazione completa in giapponese e cinese tradizionale, aggiunge un nuovo punto di creazione per EventLab sulla mappa e 6 nuove auto gratuite, di cui 2 ottenibili in modo speciale:
- 2020 Lamborghini Siàn Roadster, completando il numero richiesto di regali inviati durante il periodo, insieme a tutta la community
- 2022 Cupra UrbanRebel Concept, inviata gratuitamente a tutti i giocatori tramite messaggio in-game
- 1958 Plymouth Fury
- 1970 AMC Rebel "The Machine"
- 1971 AMC Javelin AMX
- 2013 Cadillac XTS Limousine

Serie 16 "#Fordzathon"
Questo aggiornamento introduce alcuni bug fix e delle sfide totalmente dedicate al mondo Ford, oltre a 6 nuove auto gratuite:
- 2010 Renault Clio
- 2010 Renault Megane RS250
- 2016 Renault Clio RS
- 2020 MG #20 MG MG6
- 2021 MG MG6 XPower

## Colonna sonora
Il brano utilizzato per la schermata d'avvio è Encanto di Urbandawn, ma all'interno del gioco sono presenti altri brani distribuiti nelle seguenti stazioni radiofoniche.

### Horizon Pulse
- Glass Animals - Heat Waves (Shakur Ahmad Remix)
- CLUBZ - Áfrika
- Hot Chip e Jarvis Cocker - Straight to the morning
- Diamante Eléctrico - Sueltame, Bogotà
- Jungle - All of the time
- De Lux - Cool up
- Kid Moxie e LUXXURY - All I want
- Gorillaz e Beck - The valley of the pagans
- Lucky Chops - Full Heart Fancy
- Dua Lipa - Levitating
- Classixx e Local Natives - Weekends
- Odesza e The Chamanas - Everything at your feet
- Porter Robinson - Look at the sky
- Centavrvs - El punto final
- Remi Wolf - Hello hello hello
- PRXZM - Where we started
- Sad Alex - New heartbrake
- Saint Motel - Preach
- Sotomayor - Quema
- OTR e Ukiyo - Midnight Sun
- Whethan e The Knocks - Sunshine
- Young & Sick - Ohh my ghosts

### Horizon Bass Arena
- Big Wild - Joypunks
- CloudNone & Direct - Margarita
- deadmau5 e Wolfgang Gartner - Channel 43
- Dexter King - Get to know you
- Dirty Loops e Lenno - Rock You (Lenno Remix)
- Grant & Juneau - Color
- Gajate - Baile Funk
- Haywyre - Tell Me (Ellis Remix)
- Mat Zo feat. Olan - Colours
- Metrik - Techtonic
- Midnight Kids - Everything you are
- Notaker - Into the light
- Riot - Jungle Fury
- Robotaki feat. Miko - Dreamcatcher (Night Mix/Nightfall)
- Rome in Silver - Fade
- Saint Jhn e Imanbek - Roses (Imanbek Remix)
- Seven Lions, Jason Ross e Crystal Skies feat. Jonathan Mendelsohn - Foolish of Me
- SG Lewis e Mark Knight feat. Nile Rodgers - One More (Mark Knight Remix)
- Whethan feat. Jaymes Young - In the Summer

### Horizon Block Party
- Ellis feat. Pasha - Brand new phone
- Shwayze - Stardust
- Outasight - Say hey
- Mexican Institute of Sound, BIA e Duckwrth - Vamos
- Beastie Boys - Intergalctic
- Big Freedia - Platinum
- Bomba Estéreo - Soy yo
- Ceci Bastida e Aloe Blacc - Un Sueño
- DJ Shadow e De La Soul - Rocket Fuel
- Lil Nas X e Jack Harlow - Industry Baby
- Monica Lionheart - Baila
- Run DMC - It's like That
- Ozomatli - Juana la Cubana
- Random Recipe - Carnaval Artificial (Out of the Sky)
- Odisee e Ralph Real - No Skips

### Horizon XS
- Oscar Lang - Antidote to being bored
- The Killers - Caution
- Nothing but Thieves - Unperson
- Royal Blood - Trouble's Coming
- Foo Fighters - No Son of Mine
- El Shirota - La Ciudad
- Bite the Buffalo - Getaway
- Angélica Garcia - Karma the Knife
- DIIV - Under the Sun
- Wolf Alice - Smile
- Arkelles, K.Flay - You can get it
- Bring Me the Horizon - Teardrops
- Plague Vendor - New Comedown
- Maxband - Unsaid
- The Struts, Tom Morello - Wild Child
- Technicolor Fabrics - Mejor Que Nadie
- Foo Fighters - Holding Poison
- Death Valley Girls - 10 day miracle challenge
- The Blah Blah Blahs - Do it better

### Hospital Records
- Bop x Subwave - Zaichik
- Camo & Krooked - Nocturna
- Degs - Unwritten
- Etherwood - Naperone
- Flava D - Bandicoot
- Fred V - Skyscraping
- Grafix feat. Ruth Royall - Alone
- Grafix e Dynamite MC - Black Magic
- Hugh Hardie - Deckard's Chords
- Keeno - Communications
- Kings of the Rollers - Burn Out
- Logistics - Boundless
- Makoto - Another Star
- Makoto e Mitekiss feat. Karina Ramage - Trial Mountain
- Metrik - Route 174
- Metrik - Utopia
- Nu:Tone - Second Time Around
- S.P.Y. - Illusion of Time
- Unglued - Magnetosphere
- Urbandawn - Cielo
- Urbandawn - Fly Away
- Whiney - Turn Up
- Winslow - Midwest Shuffle

### Radio Eterna
- Juventino Rosas e Cuarteto Latinoamericano - Carmen
- Macedonio Alcalá e Cuarteto Latinoamericano - Dios Nunca Muere
- Georg Friedrich Händel, Carl Philipp Emanuel Bach Chamber Orchestra e Hartmut Haenchen - Musica sull'acqua Suite in Re maggiore n. 2
- Fryderyk Chopin e Sandor Falvai - Notturno op. 9 n. 2
- Hector Berlioz, The International Festival Orchestra e Milan Weber - La damnation de Faust
- Juventino Rosas, Mexico Festival Orchestra ed Enrique Bátiz - Sobre las olas
- Pëtr Il'ič Čajkovskij, Slovak Radio Symphony Orchestra e Ondrej Lenard - Schwanensee
- Ricardo Castro, Rodolfo Ritter, José Miramontes Zapata e Orquesta Sinfónica de San Luis Potosí - Polonaise
- Camille Saint-Saëns, Royal Stockholm Philharmonic Orchestra e James DePreist - Danza Macabra
- Gustav Holst, Berliner Philharmoniker e Herbert von Karajan - The planets
- Franz Liszt, Eugene Ormandy e l'Orchestra di Filadelfia - Hungarian Rhapsodies
- Camille Saint-Saëns, Royal Stockholm Philharmonic Orchestra e James DePreist - Samson et Dalila
- Gioachino Rossini, Ottomar Borwitzky, Berliner Philharmoniker e Herbert von Karajan - Guglielmo Tell
- Pëtr Il'ič Čajkovskij, Royal Philharmonic Orchestra e Adrian Leaper - Marcia slava
- Amilcare Ponchielli, Orchestra di Filadelfia ed Eugene Ormandy - Danza delle ore

### Horizon Mixtape
- Avicii - Levels (Skrillex Mix)
- blink-182 - Bored to Death
- Camo & Krooked feat. Metrik - Aurora
- Dusky - Ingrid is a Hybrid
- Fred V & Grafix - Constellations - FH3 VIP Mix
- Fred V & Grafix - Sunrise
- Keeno - Nocturne
- Marshmello - Fly
- Metrik - Dawnbreaker
- Metrik - Slipstream
- Modestep - Show Me a Sign
- ODESZA - A Moment Apart
- Porter Robinson - Language
- The Knocks feat. Justin Tranter - Tied to You
- The Offspring - Get it Right

### Epitaph Records Radio
- Alkaline Trio - Blackbird
- Architects - When We Were Young
- Bad Religion - New Dark Ages
- Chad Tepper - Never Moving On
- Early Eyes - Revel Berry
- The Ghost Inside - Aftermath
- Joyce Manor - Gotta Let it Go
- The Linda Lindas - Growing Up
- The Linda Lindas - Oh!
- Magnolia Park ft. Derek Sanders - Feel Something
- Mannequin Pussy - Control
- The Offspring - It'll be a Long Time
- Pennywise - Land of the Free?
- poptropicaslutz! - Bittersweet Teeth
- Thick - Happiness

## Sviluppo

### Grafica
Forza Horizon 5 sfrutta il motore grafico ForzaTech riprogettato per PC e per le nuove console Xbox Series X/S in modo da garantire una risoluzione 4K a 60 fps su Series X e 1080p a 60 fps su Series S mantenendo un livello di visibilità "chilometrico", come affermato dal direttore creativo Mike Brown. Su Xbox One, invece, il motore grafico rimane il medesimo utilizzato per Forza Horizon 4 e garantisce 1080p a 30 fps (4K a 30fps su Xbox One X). L'intero mondo di gioco è stato disegnato grazie all'utilizzo della fotogrammetria. Gli sviluppatori inoltre confermano che sarà presente una modalità performance a 4K@60fps su Series X e 1080p@60fps su Series S, sebbene perda alcuni dettagli grafici per favorire il frame-rate. Migliorie sono state apportate al sistema d'illuminazione e alla modalità ForzaVista, la quale supporterà anche il ray tracing sulle nuove console. Inoltre il team di sviluppo ha reso noto che per riprodurre il cielo messicano nel modo più realistico possibile sono state impiegate diverse fotocamere 12K HDR con le quali sono state scattate fotografie per ogni ora del giorno e della notte.

## Accoglienza
| Testata                              | Versione       | Giudizio |
| ------------------------------------ | -------------- | -------- |
| Metacritic (media al 30 aprile 2025) | Xbox Series    | 92/100   |
| Metacritic (media al 30 aprile 2025) | PlayStation 5  | 92/100   |
| Metacritic (media al 30 aprile 2025) | PC             | 91/100   |
| OpenCritic (media al 30 aprile 2025) | collettivo     | 92/100   |
| Attack of the Fanboy                 | Xbox Series    | [ 13 ]   |
| Multiplayer.it (ITA)                 | Xbox Series    | 95/100   |
| Tom's Hardware (ITA)                 | Xbox Series    | 9.6/10   |
| CGMagazine                           | Xbox One       | 85/100   |
| LevelUp                              | PC             | 95/100   |
| SpazioGames (ITA)                    | Xbox Series PC | 9.2/10   |

### Riconoscimenti
Il gioco ha vinto i seguenti premi:
- E3 2021 Awards 
  - Gioco più atteso dello show[19]
- The Game Awards 2021
  - Best audio design; Innovation in accessibility; Best sport/racing[20]
- 25# DICE Awards 2022
  - Racing Game of the Year[21]
- NAVGTR Awards 2022
  - Outstanding Game, Franchise Racing[22]
- 75# BAFTA Awards 2022
  - Best British Game[23]